# Danh sách nhân vật trong Thiên long bát bộ
Đây là danh sách các nhân vật xuất hiện từ tiểu thuyết võ hiệp Thiên long bát bộ của nhà văn Kim Dung. Có hơn 230 nhân vật trong cuốn tiểu thuyết, bao gồm cả những người được đề cập chỉ bằng tên. Một số nhân vật như Đoàn Dự, Đoàn Chính Thuần, Đoàn Chính Minh, Liêu Đạo Tông và Kim Thái Tổ được dựa trên các nhân vật có thật, trong khi còn lại là các nhân vật hư cấu.

## Nhân vật chính

### A Châu
A Châu  là con gái lớn của Đoàn Chính Thuần và Nguyễn Tinh Trúc, tình yêu và niềm hạnh phúc của Tiêu Phong, có tài giả trang. Cha của cô vốn là một người có tướng mạo tiêu sái, uy võ nên dung nhan của A Châu chắc chắn không thể tầm thường. Trong Thiên long bát bộ, cô được miêu tả như "một người con gái xinh đẹp, có đôi mắt linh động, nụ cười như hoa xuân mới nở, da trắng như tuyết, là một mỹ nhân hiếm thấy của thiên hạ". Cô là con hầu trong nhà Mộ Dung Phục. Cô gặp Đoàn Dự và cứu anh khỏi Cưu Ma Trí. Tuy vậy, bản tính cô có phần lém lỉnh, tinh nghịch nên cô giả làm một bà lão và bắt chàng quỳ lạy mình. Cô sau đó cải trang Đoàn Dự thành Mộ Dung Phục và bản thân mình làm Tiêu Phong để giải cứu các thành viên của Cái Bang bị binh lính Tây Hạ bắt. Sau đó, cô lại cải trang thành một nhà sư Thiếu Lâm để ăn cắp bí kíp võ công của phái này cho Mộ Dung Phục, nhưng sau đó bị phát hiện và bị Huyền Từ phương trượng đánh bị thương nặng. Tiêu Phong đưa cô bỏ trốn và phát hiện ra cô là phụ nữ. Anh sử dụng nội công của mình để cứu sống và chăm sóc cho cô trong khi cô đang bị thương. Trong khoảng thời gian này, họ trở nên thân thiết với nhau và A Châu bắt đầu yêu Tiêu Phong. Sau khi vết thương của cô đã được chữa lành, A Châu chờ Tiêu Phong năm ngày năm đêm và nói rằng cô muốn đi theo anh mãi mãi. Tiêu Phong cảm động trước tấm lòng ôn nhu của A Châu và chấp nhận tình cảm cô dành cho mình, xem cô là chỗ dựa duy nhất. Mặc dù họ trải nghiệm một cuộc sống yên ấm và thanh bình trong vùng hoang dã, Tiêu Phong vẫn mong muốn tìm ra người đã giết cha mẹ mình là ai. Họ trở về lãnh thổ nước Tống và A Chu tình nguyện giúp Tiêu Phong cải trang đánh lừa Khang Mẫn tiết lộ danh phận của "Đại ca lãnh đạo". Tuy nhiên, Khang Mẫn cũng lừa ngược lại cô, cung cấp thông tin sai lệch rằng "Đại Ca lãnh đạo" là Đoàn Chính Thuần để mượn tay Tiêu Phong giết Đoàn Chính Thuần. Tiêu Phong do đó thách đấu với Đoàn Chính Thuần. Trước trận đấu, A Châu phát hiện ra rằng mình là con gái của Đoàn Chính Thuần, cùng với cô em gái đã thất lạc từ lâu là A Tử. Cô quyết định giả trang thành Đoàn Chính Thuần để ngăn chặn một cuộc xung đột giữa người yêu và cha, dẫn đến việc cô bị Tiêu Phong đánh chết. Trước khi qua đời, cô yêu cầu Tiêu Phong chăm sóc cho A Tử.
- Trong Phim Ảnh:

Huỳnh Hạnh Tú (1982),
Lưu Cẩm Linh (1997),
Lưu Đào (2003),
Giả Thanh (2013),
Trần Ngọc Kỳ (2023)

### A Tử
A Tử (tiếng Trung: 阿紫; bính âm: Ā'zǐ) là em gái của A Châu và là đệ tử của Đinh Xuân Thu. Cũng giống như các thành viên của môn phái Tinh Tú, bản tính cô rất tàn bạo và độc ác, vô cùng thích thú trong việc tra tấn và làm nhục bất cứ ai xúc phạm mình. Cô được coi là phản đồ của phái Tinh Tú do ăn cắp Thần mộc vương đỉnh (神木王鼎), báu vật của Đinh Xuân Thu, (Trong ấn bản mới nhất của tiểu thuyết, lý do cô bỏ trốn là vì Đinh Xuân Thu say mê sắc đẹp của A Tử và có nhiều hành vi đồi bại). Du Thản Chi cũng bị thu hút bởi vẻ đẹp của A Tử và sẵn sàng chịu đựng những "trò chơi" tàn bạo của cô. Hắn thậm chí còn trao đôi mắt của mình cho A Tử sau khi cô bị Đinh Xuân Thu làm cho mù mắt. Tuy nhiên, cô lại phải lòng Tiêu Phong và không hề quan tâm đến Du Thản Chi. Cô thường bắt bẻ Tiêu Phong bằng việc đưa ra lời dặn dò của A Châu lúc lâm chung bất cứ khi nào Tiêu Phong từ chối làm điều gì đó cho cô. Cô do vậy ngày càng trở nên ghen tị với người chị đã chết vốn không thể bị thay thế trong trái tim của Tiêu Phong. Khi Tiêu Phong từ chối dẫn quân tấn công nhà Tống, Liêu Đạo Tông phái một cung phi tiếp cận A Tử và lừa cô cho Tiêu Phong uống rượu chứa "bùa yêu". Trong khi trốn khỏi nước Liêu cùng với A Tử, Tiêu Phong đột nhiên cảm thấy mệt mỏi vì "bùa yêu" thực ra là một chất độc tạm thời làm suy yếu, khiến anh bị bắt và bị tống giam. Cô trốn thoát và nhờ Đoàn Dự cùng các nhân sĩ võ lâm khác cứu Tiêu Phong. Sau khi được giải cứu, Tiêu Phong đã thỏa thuận với Liêu Đạo Tông trên chiến trường và hi sinh mạng sống của mình cho sự hòa bình giữa Liêu và Tống. A Tử nhận ra rằng cô không thể sống mà không có Tiêu Phong và tự sát theo.
- Trong phim:

Trần Phục Sinh (1982),
Lưu Ngọc Thúy (1997),
Trần Hảo (2003),
Giả Thanh (2013),
Lưu Nhã Sắt (2023)

## Đoàn Thị Đại Lý
- Đoàn Chính Minh (tiếng Trung: 段正明; bính âm: Duàn Zhèngmíng) là vị vua nhân từ và khôn ngoan của Đại Lý, rất được tôn trọng bởi chư hầu và người dân. Ông tự nguyện trở thành một nhà sư với pháp danh Bản Trần để giúp các nhà sư cao tuổi của chùa Thiên Long đối phó với Cưu Ma Trí. Tuyệt kỹ của ông là Nhất Dương Chỉ, Quan Xung kiếm trong Lục Mạch thần kiếm.

- Đoàn Chính Thuần (tiếng Trung: 段正淳; bính âm: Duàn Zhèngchún) là em trai của Đoàn Chính Minh, được giao chức Trấn Nam Vương. Tuyệt kỹ nổi danh của ông là Nhất Dương Chỉ.

- Đao Bạch Phượng (phồn thể: 刀白鳳; giản thể: 刀白凤; bính âm: Dāo Báifèng) là hoàng phi của Đại Lý và là vợ chính thức của Đoàn Chính Thuần. Bà bỏ rơi Đoàn Chính Thuần sau khi phát hiện mối quan hệ ngoài hôn nhân của ông và quyết định ngoại tình với một người "thấp hèn" để chọc tức phu quân. Bà đã ngoại tình với một người ăn xin bẩn thỉu, thực ra vốn là thái tử Đoàn Diên Khánh khi đó đang bị trọng thương, và sau đó sinh ra Đoàn Dự. Bà xuất gia làm Ngọc Hư tản nhân ở đạo quán xa kinh thành vì ghen tuông bất mãn với Đoàn Chính Thuần, Khi Đoàn Chính Thuần tự tử ở gần cuối bộ tiểu thuyết, bà tiết lộ sự thật này cho con trai mình để ngăn Đoàn Dự phạm phải tội sát phụ trước khi tự tử theo. Trong ấn bản mới nhất của cuốn tiểu thuyết, bà gợi ý với Đoàn Dự trước lúc chết rằng anh có thể thành thân với tất cả các cô em gái của mình, do anh không phải là anh trai ruột của họ, gia quy Đoàn Thị cũng cho phép kết hôn giữa anh em ngoài giá thú.
- Khô Vinh Đại Sư (phồn thể: 枯榮; giản thể: 枯荣; bính âm: Kūróng) là người họ Đoàn, cao thủ đệ nhất về võ thuật trong số tất cả các nhà sư của chùa Thiên Long, sư thúc của Bản Nhân, Bản Trần... Ông là tiền bối võ lâm đã quy ẩn từ lâu tại Mâu ni đường, gần như không ai biết ông còn sống, ông là cao thủ cùng thời với Thiên Sơn Đồng lão, Lý Thu Thủy, Vô Nhai Tử và Linh Môn đại sư, cố phương trượng chùa Thiếu lâm. Ông cho phép Đoàn Dự đọc kinh thư của Lục mạch thần kiếm và ghi nhớ lại trước khi phá hủy nó. Ông là sư phụ xuất gia của Hoàng đế Đoàn Chính Minh với Pháp danh Bản Trần. Tuyệt kĩ võ công: Khô Vinh Công, Nhất Dương Chỉ, Thiếu Thương Kiếm ở ngón tay cái trong Lục Mạch thần kiếm.
- Bản Nhân Đại Sư (tiếng Trung: 本因; bính âm: Běnyīn) là phương trượng chùa Thiên Long (天龍寺), quốc tự của nước Đại Lý nơi các vị quốc vương và hoàng tộc xuất gia, nơi lưu giữ các tuyệt học của họ Đoàn, ông là chú họ của nhà vua. Tuyệt kĩ võ công: Nhất Dương Chỉ, Thương Dương Kiếm trong Lục Mạch thần kiếm.
- Bản Quan Đại Sư là người họ Đoàn, cao thủ hạng nhất chùa Thiên Long, tuyệt kĩ: Nhất Dương chỉ, Trung Xung kiếm trong Lục Mạch thần kiếm.
- Bản Tham Đại Sư là người họ Đoàn, cao thủ hạng nhất chùa Thiên Long, tuyệt kĩ: Nhất Dương chỉ, Thiếu Trạch kiếm trong Lục Mạch thần kiếm.
- Bản Tướng Đại Sư là người họ Đoàn, cao thủ hạng nhất chùa Thiên Long, tuyệt kĩ: Nhất Dương chỉ, Thiếu Xung kiếm trong Lục Mạch thần kiếm.

## Nhân vật nước Đại Lý
- Cao Thăng Thái (tiếng Trung: 高升泰; bính âm: Gāo Shēngtài) là Thiện Xiển hầu.
- Tư mã Phạm Hoa (phồn thể: 范驊; giản thể: 范骅; bính âm: Fàn Huá), Tư không Ba Thiên Thạch (tiếng Trung: 巴天石; bính âm: Bā Tiānshí) và Tư đồ Hoa Hách Cấn (phồn thể: 華赫艮; giản thể: 华赫艮; bính âm: Huà Hègěn) là ba bộ trưởng được xếp hạng cao nhất trong triều đình Đại Lý. Họ có tay nghề cao trong võ thuật và cũng phục vụ như là cận vệ của nhà vua.
- Bốn cận vệ của Đoàn Chính Thuần có nhiệm vụ bảo vệ hoàng tử và gia đình ông. Đoàn Dự coi họ là bạn đồng liêu chứ không phải là cấp dưới. Bốn người bọn họ là:
  - Chử Vạn Lý (phồn thể: 褚萬里; giản thể: 褚万里; bính âm: Chǔ Wànlǐ), cải trang thành một ngư dân. Người này bị giết bởi Đoàn Diên Khánh.
  - Cổ Đốc Thành (phồn thể: 古篤誠; giản thể: 古笃诚; bính âm: Gǔ Dúchéng), cải trang thành tiều phu.
  - Phó Tư Quy (phồn thể: 傅思歸; giản thể: 傅思归; bính âm: Fù Sīguī), cải trang thành nông dân.
  - Chu Đan Thần (tiếng Trung: 朱丹臣; bính âm: Zhū Dānchén), ngoại hiệu là Bút Nghiễn Sinh, thường cải trang thành học giả. Đoàn Dự coi anh như một người bạn thân, vì cả hai đều có hứng thú với văn học và thơ ca.
- Hoàng My Đại Sư (phồn thể: 黃眉大師; giản thể: 黄眉大师; bính âm: Huángméi Dàshī) là sư trụ trì của Niêm Hoa tự (拈花寺), ông rất thân thiết với Bảo Định đế Đoàn Chính Minh, võ công của ông chỉ thua nhà vua một chút và là một trong số những cao thủ đệ nhất của nước Đại Lý. Ông đóng một vai trò quan trọng trong việc giải cứu Đoàn Dự từ Vạn Kiếp Cốc bằng cách làm sao nhãng Đoàn Diên Khánh trong trò chơi cờ vây, trong khi người của Đoàn Chính Thuần đột nhập vào chỗ giam Đoàn Dự thông qua một đường hầm dưới lòng đất. Tuyệt kĩ nổi danh: Đại lực kim cang chỉ.
- Chung Vạn Cừu (phồn thể: 鐘萬仇; giản thể: 钟万仇; bính âm: Zhōng Wànchóu), biệt hiệu "Kiến Nhân Tựu Sát", là chủ nhân của Vạn Kiếp Cốc (萬劫谷) và là chồng của Cam Bảo Bảo. Ông cực kỳ yêu vợ mình và ghét Đoàn Chính Thuần vì ông cho rằng người này quyến rũ bà. Ông thậm chí còn đặt một biển báo tại lối vào thung lũng với nội dung: Bất kỳ người nào họ "Đoàn" đi vào thung lũng này sẽ bị giết mà không có ngoại lệ (姓段者入此谷杀无赦).

## Nhà Cô Tô Mộ Dung

### Mộ Dung Bác
Mộ Dung Bác (tiếng Trung: 慕容博; bính âm: Mùróng Bó) là cha của Mộ Dung Phục. Ông chia sẻ ảo tưởng phục quốc với con trai ông và là kẻ dàn xếp vụ mai phục tại Nhạn Môn quan dẫn đến cái chết của vợ Tiêu Viễn Sơn. Ông giả chết và trốn vào chùa Thiếu Lâm trong nhiều năm, bí mật học các bí kíp võ công trong thư viện của chùa. Ông được nhà sư quét rác trong chùa chỉ điểm đồng thời hóa giải ân oán với Tiêu Viễn Sơn, ông quyết định từ bỏ tham vọng phục quốc và trở thành học trò của nhà sư. Tuyệt kĩ võ công: Đấu chuyển tinh di nhà Mộ Dung, Nhiên Mộc Đao Thiếu Lâm, Tham hợp chỉ. Ông là con của Mộ Dung Yên.

### Mộ Dung Phục
Mộ Dung Phục (phồn thể: 慕容復; giản thể: 慕容复; bính âm: Mùróng Fù), biệt hiệu "Nam Mộ Dung" (tiếng Trung: 南慕容; bính âm: Nán Mùróng), là hậu duệ của gia đình hoàng gia nước Yên (Nam Yên, Hậu Yên, Tiền Yên) thời Thập lục quốc. Cha của Mộ Dung Phục đặt tên cho hắn là Phục (nghĩa đen là phục hồi) để nhắc nhở việc khôi phục nước Yên, đã định ra cuộc đời đau khổ của hắn. Hắn là chàng đại hiệp đến từ Giang Nam, thiên hạ đệ nhất anh tuấn, khí phách hiển hách, võ công được xếp ngang hàng với Tiêu Phong, có tài có trí, có nhiều thủ hạ sẵn sàng bán mạng. Thái tử của Đại Lý ngay khi vừa nhìn thấy tình địch thì suýt nữa đã chảy nước mắt vì: "Người ta hay nói Mộ Dung công tử là nhân trung long phượng, quả nhiên danh bất hư truyền. Chẳng trách Vương cô nương thích hắn như thế. Xem ra số ta phải chịu khổ rồi". Nghe giọng điệu cam chịu của Đoàn Dự là đủ để chúng ta biết "biểu ca" này đẹp trai đến nhường nào rồi. Là một người đầy âm mưu, tàn nhẫn và ích kỷ, hắn sử dụng đủ mọi cách để khôi phục lại triều đại của mình và trở thành hoàng đế. Hắn thậm chí sẵn sàng cắt đứt liên hệ với người em họ Vương Ngữ Yên, người có tình cảm với mình, rồi sau đó tự tay giết chết trung thần Bao Bất Đồng, bắt đầu giết chết tất cả nhân tình của Đoàn Chính Thuần để thực hiện ước mơ. Trước việc phụ thân Mộ Dung Bác, người trước sau đào tạo hắn phục quốc đã từ bỏ ý định, quy y cửa Phật, kỳ thực hắn cũng biết không còn bất kỳ hy vọng nào. Cuối cùng hắn trở nên điên mà luôn mơ tưởng là mình là hoàng đế, cùng A Bích sống đời nhàn vi. Trong bản sửa 2009, Vương Ngữ Yên đã chăm sóc cho Mộ Dung Phục. Hắn thành thạo nhiều loại võ thuật nhưng không tập trung vào một thứ. Mộ Dung Phục thích sử dụng tuyệt chiêu của đối thủ để chống lại họ. Khi sang Tây Hạ nhất phẩm đường, y lấy tên là Lý Diên Tông. Tuyệt kĩ nổi danh: Đấu Chuyển Tinh Di.
- Trong phim ảnh: Thạch Tú (1982), Trương Quốc Cường (1997), Tu Khánh (2003), Tống Phong Nham (2013), Ngô Việt (2023)

### Thuộc hạ của Mộ Dung Phục
- Đặng Bách Xuyên (phồn thể: 鄧百川; giản thể: 邓百川; bính âm: Dèng Bǎichuān), là đại ca trong bốn thuộc hạ của Mộ Dung Phục.
- Công Dã Càn (phồn thể: 公冶幹; giản thể: 公冶干; bính âm: Gōngyè Gàn), biệt hiệu Giang Nam Lão Nhị.
- Bao Bất Đồng (tiếng Trung: 包不同; bính âm: Bāo Bùtóng), biệt hiệu Phi Dã Phi Dã. Ông nổi tiếng là hay cãi nhau với người khác (thường bắt đầu cuộc trò chuyện với câu "Sai bét, sai bét.") và thử thách đấu miệng với người đó. Ông bị Mộ Dung Phục giết chết để chứng minh lòng trung thành với Đoàn Diên Khánh.
- Phong Ba Ác (phồn thể: 風波惡; giản thể: 风波恶; bính âm: Fēng Bō'è), biệt hiệu Nhất Trận Phong. Anh luôn sẵn sàng đánh nhau với những người khác ngay cả khi cơ hội chiến thắng của mình thấp. Anh bị Mộ Dung Phục giết khi muốn đánh nhau để báo thù cho Bao Bất Đồng.
- A Bích (tiếng Trung: 阿碧; bính âm: Ā'bì) là một người hầu của gia đình Mộ Dung. Cô và A Châu từng giúp Đoàn Dự thoát khỏi Cưu Ma Trí. Cô có giọng nói mềm mại, tướng mạo diễm lệ, thích mặc màu xanh và giỏi đàn hát. Cô rất trung thành với Mộ Dung Phục và tiếp tục phục vụ anh ta ngay cả sau khi anh ta hóa điên.

## Nhân tình của Đoàn Chính Thuần
- Tần Hồng Miên (phồn thể: 秦紅棉; giản thể: 秦红棉; bính âm: Qín Hóngmián), biệt hiệu Tu La Đao. Bà bỏ đi trong sự tức giận sau khi biết được mối quan hệ của Đoàn Chính Thuần với những người phụ nữ khác và tự gọi mình là "U Cốc Khách". Bà nuôi con gái mình là Mộc Uyển Thanh như là học trò mà không nói cho cô sự thật về cha mẹ của mình cho đến khi Mộc Uyển Thanh tự phát hiện ra. Đóng vai sư phụ của Mộc Uyển Thanh, bà dạy cô võ thuật và phái cô đi giết tình nhân và con ngoài giá thú của Đoàn Chính Thuần. Bà cuối cùng bị giết bởi Mộ Dung Phục, người sử dụng bà làm con tin để buộc Đoàn Chính Thuần từ bỏ ngai vàng.
- Cam Bảo Bảo (phồn thể: 甘寶寶; giản thể: 甘宝宝; bính âm: Gān Báobǎo), biệt hiệu Tiếu Dược Xoa, là vợ của Chung Vạn Cừu. Con gái bà, Chung Linh, là con ruột của Đoàn Chính Thuần nhưng được coi là con của Chung Vạn Cừu. Chung Vạn Cừu bảo vệ bà rất kỹ, nhưng bà vẫn tiếp tục gặp Đoàn Chính Thuần thông qua một đường hầm bí mật trong phòng ngủ. Bà cuối cùng bị giết bởi Mộ Dung Phục, người sử dụng bà làm con tin để buộc Đoàn Chính Thuần từ bỏ ngai vàng.
- Nguyễn Tinh Trúc (tiếng Trung: 阮星竹; bính âm: Ruǎn Xīngzhú) là mẹ của A Châu và A Tử, sống gần Tiểu Kính Hồ (小鏡湖). Tính tình bà muôn phần quái quỷ, ranh mãnh, bướng bỉnh và nhanh nhạy. Giỏi dịch dung và bơi, dùng tiếng đàn Thiên Ma Cầm tấn công địch. Bà sinh ra hai cô con gái xinh đẹp của Đoàn Chính Thuần mà không chính thức kết hôn với ông, bà quyết định từ bỏ con mình để bảo vệ danh tiếng của Chính Thuần. Bà phát hiện ra A Tử là con của mình, nhưng không biết về A Châu cho đến khi cô bị Tiêu Phong vô tình đánh chết. Bà cuối cùng bị giết bởi Mộ Dung Phục, người sử dụng bà làm con tin để buộc Đoàn Chính Thuần từ bỏ ngai vàng.
- Lý Thanh La (phồn thể: 李青羅; giản thể: 李青罗; bính âm: Lǐ Qīngluó), còn được gọi là Vương phu nhân, là chủ nhân của Mạn Đà sơn trang (曼陀山莊). Bà là mẹ của Vương Ngữ Yên và là dì của Mộ Dung Phục. Bà cũng là con gái của Lý Thu Thủy và Vô Nhai Tử Phái Tiêu Dao[1]. Sau khi biết được thói lăng nhăng của Đoàn Chính Thuần, bà trở nên ghét đàn ông và giết bất cứ ai đi ngang qua sơn trang. Bà rất tự hào về vườn hoa sơn trà của mình, từng cho phép Đoàn Dự ở lại trên đảo như một người chăm sóc cho hoa trà. Bà cũng ít quan tâm đến Vương Ngữ Yên. Bà cộng tác với Mộ Dung Phục và Đoàn Diên Khánh trong một nỗ lực để hù dọa Đoàn Chính Thuần và trả thù việc ông phản bội tình yêu của mình. Tuy nhiên, bà nhanh chóng nhận ra Mộ Dung Phục đã đi quá xa trong việc buộc Đoàn Chính Thuần từ bỏ ngai vàng khi y bắt đầu giết chết tất cả nhân tình của Chính Thuần. Mộ Dung Phục đã chĩa lưỡi kiếm của mình về phía bà sau khi Chính Thuần thể hiện tình yêu ông dành cho bà. Trong một nỗ lực để cứu Lý Thanh La, Chính Thuần nói rằng ông ghét bà và sẽ không bao giờ yêu bà. Tưởng thật nên bà đau khổ tự sát, nhưng khi bà hấp hối, Chính Thuần cam đoan rằng ông vẫn yêu bà.
- Khang Mẫn (tiếng Trung: 康敏; bính âm: Kāng Mǐn) hay Mã Phu Nhân, là vợ của Mã Đại Nguyên - phó bang chủ của Cái Bang. Bà là một người phụ nữ có dung mạo thanh tú, rất xinh đẹp nhưng đầu óc xảo quyệt và dâm đãng. Bà đã mưu sát chồng là Mã Đại Nguyên. Bà cố gắng dụ dỗ và tìm cách lấy lòng Tiêu Phong do ngưỡng mộ anh. Tuy nhiên, Tiêu Phong cự tuyệt và bà đâm ra căm hận. Bà truyền lá thư mang thông tin chi tiết về nguồn gốc của Tiêu Phong, khiến anh bị những kẻ ghen ghét ngóc đầu dậy hãm hại, tước đoạt chức vị bang chủ. Sau đó, bà đánh lừa làm Tiêu Phong tin rằng Đoàn Chính Thuần giết cha mẹ và sư phụ mình, khiến anh vô tình giết A Châu. Đoàn Chính Thuần sau đó đến thăm để tìm hiểu lý do tại sao bà lừa Tiêu Phong đến chỗ ông, và bà sử dụng ngay cơ hội này để trả thù Chính Thuần vì đã phản bội tình yêu của mình. Bà cho Chính Thuần uống một loại thuốc làm suy yếu và tra tấn ông. Cuối cùng bà bị A Tử tra tấn để trả thù cho A Châu. Khang Mẫn chết vì sốc sau khi nhìn thấy ảnh phản chiếu của mình trong gương.

Nhân vật Khang Mẫn trong phim:Tuyết Lê (1997), Chung Lệ Đề (2003), Trương Hinh Dư (2013), Vương Quân Hinh (2023)

## Tứ Đại Ác Nhân
Tứ Đại ác nhân (tiếng Trung: 四大惡人; bính âm: Sì Dà È Rén) là một nhóm bốn võ sĩ lập dị chuyên phạm các tội ác ghê tởm. Biệt danh của họ là từ thành ngữ Trung Quốc được sử dụng để mô tả những người ác. Bốn người bọn họ được xếp hạng theo thứ tự cấp bậc:
- Đoàn Diên Khánh (phồn thể: 段延慶; giản thể: 段延庆; bính âm: Duàn Yánqìng), biệt hiệu "Ác Quán Mãn Doanh".

- Diệp Nhị Nương (phồn thể: 葉二娘; giản thể: 叶二娘; bính âm: Yè Èrniáng), biệt hiệu "Vô Ác Bất Tác". Bà có một mối tình bí mật với Huyền Từ phương trượng của Thiếu Lâm và sinh cho ông một đứa con trai, nhưng đứa trẻ bị bắt cóc bởi một kẻ tấn công đeo mặt nạ. Bà bị sốc về mặt tinh thần và do đó đi bắt cóc trẻ sơ sinh của người khác và đối xử như là con mình trước khi giết đi. Trong phiên bản mới nhất của tiểu thuyết, bà bỏ rơi đứa trẻ tại nhà người lạ sau khi chơi đùa với chúng. Trong trận chiến tại Thiếu Lâm, bà nhận ra Hư Trúc là con trai của mình sau khi nhìn thấy vết son trên lưng và đoàn tụ với anh. Diệp Nhị Nương chết cùng với Huyền Từ sau khi ông công khai thú nhận mối quan hệ của mình với bà.
- Nhạc Lão Tam (tiếng Trung: 岳老三; bính âm: Yuè Lǎosān), biệt hiệu "Hung Thần Ác Sát", còn được gọi là "Nam Hải Ngạc Thần", người đứng đầu phái Nam Hải. Ông là nhân vật hài hước nhất trong tiểu thuyết do việc cố gắng biến Đoàn Dự thành học trò của mình, kết thúc với việc ông bị Đoàn Dự lừa trở thành đệ tử. Ông thường tranh cãi với Diệp Nhị Nương, cho rằng ông nên được xếp hạng thứ hai trong Tứ Đại ác nhân, nhưng lại từ bỏ ý định sau khi bà mất. Vũ khí là một cặp kéo khổng lồ, sở trường giết người bằng cách bẻ gãy cổ của họ. Ông bị Đoàn Diên Khánh giết trong khi cố gắng cứu Đoàn Dự.
- Vân Trung Hạc (phồn thể: 雲中鶴; giản thể: 云中鹤; bính âm: Yún Zhōnghè), biệt hiệu "Cùng Hung Cực Ác", là một con quỷ dâm đãng chuyên săn đuổi các cô con gái trẻ. Vũ khí của hắn là một cây gậy sắt và rất giỏi dùng "khinh công" để theo đuổi và chạy trốn kẻ thù. Hắn cố bắt cóc và định hãm hiếp Vương Ngữ Yên thì bị Đoàn Dự dùng Nhất Dương Chỉ phanh thây. Trong bản sửa lại sau bị Hoa Hách Cấn đã tận dụng là lúc trúng Bi Tô Thanh Phong hôn mê một đao chém chết.[2] Trong bản sửa lại năm 2009 của Kim Dung, Vân Trung Hạc giằng co với Cô Tô Mộ Dung Phục dẫn đến rơi xuống vực và bị Mộ Dung Phục đè chết.

## Thiếu Lâm Tự
- Huyền Từ (tiếng Trung: 玄慈; bính âm: Xuáncí) là sư trụ trì của Thiếu Lâm, võ công rất cao thâm. Ông đã có một mối tình bí mật với Diệp Nhị Nương và Nhị Nương sinh cho ông một người con trai mà ông không hề hay biết. Con của họ đã bị một kẻ tấn công đeo mặt nạ cướp đi và bỏ lại trong khu vườn của Thiếu Lâm. Các nhà sư tìm thấy đứa bé và quyết định nuôi dạy cậu, đặt tên là "Hư Trúc". Huyền Từ chính là "Trưởng bối đại ca", người chỉ huy cuộc mai phục gia đình Tiêu Viễn Sơn tại Nhạn Môn quan nhiều năm trước do ông tin vào thông tin sai lệch của Mộ Dung Bác. Ở cuối bộ tiểu thuyết, ông công khai thú nhận mối quan hệ của mình với Diệp Nhị Nương và chết trong an bình sau khi chấp nhận hình phạt cho hành vi sai trái của mình. Tuyệt kĩ: Cà Sa Phục Ma Công, Đại Kim Cang chưởng, Phục Ma Trượng pháp, Không Phách thần quyền.
- Tảo Địa Lão Tăng hay Vô Danh Thần Tăng: Tương truyền ông chính là hiện thân của Đạt Ma sư tổ, đại cao thủ duy nhất từng thông thạo 72 tuyệt kỹ Thiếu Lâm vô tiền khoáng hậu. Ông là một vị cao tăng đắc đạo, mang tấm lòng từ bì bác ái, thông tường triết lý phật pháp, võ công thâm sâu khôn lường, tinh thông Dịch Cân Kinh, là vị sư Thiếu Lâm duy nhất sau Đạt Ma Sư Tổ, luyện thành Thiếu Lâm thất thập nhị huyền công. Nên nhớ Huyền Từ phương trượng Thiếu Lâm chỉ với Cà sa phục ma công và Kim cang chưởng đã đủ sức dẫn dắt cả quần hùng Trung Nguyên năm xưa, thì với Thất Thập Nhị tuyệt kỹ này, nếu Vô Danh thần tăng sử ra võ học thì không ai có thể đỡ được sức mạnh của ông. Ông một chưởng đánh gục Mộ Dung Bác, Tiêu Viễn Sơn, dùng một tay đỡ Hàng Long Thập Bát Chưởng của Tiêu Phong, nhẹ nhàng phá giải chưởng lực Vô Tướng Kiếp Chỉ của Cưu Ma Trí, một tay xách Tiêu Viễn Sơn, Mộ Dung Bác, bay đi như chim, dưới hai luồng chưởng lực công kích của Tiêu Phong và Mộ Dung Phục.[3]
- Huyền Bi (tiếng Trung: 玄悲; bính âm: Xuánbēi) là người xuống phía Tây Nam để tới Đại Lý báo tin và hỗ trợ anh em nhà Đoàn Chính Minh trước âm mưu của Tứ Đại Ác Nhân đến tấn công, ông nghỉ trọ tại Thân Giới Tự biên giới của Đại Lý và bị sát hại bởi Mộ Dung Bác bởi chính tuyệt kĩ thành danh của mình. Mộ Dung Phục bị gán cho là hung thủ. Tuyệt kĩ của ông: Vô Tướng Kiếp Chỉ.
- Huyền Nạn (phồn thể: 玄難; giản thể: 玄难; bính âm: Xuánnàn) là Thủ tọa Đạt Ma viện. Võ công rất cao cường từng 2 lần giao đấu với Kiều Phong, 1 lần tại Bồ Đề viện chùa thiếu Lâm cùng Huyền Từ, Huyền Thống, 1 lần tại Tụ Hiền Trang, ông được xem là cao thủ hàng đầu Thiếu Lâm tự, ông đánh với Đinh Xuân Thu bị trúng độc và bị hóa tán nội công nên sau đó chết vì "Tam tiếu tiêu dao tán". Tuyệt kĩ: Tụ lý càn khôn.
- Huyền Tịch (tiếng Trung: 玄寂; bính âm: Xuánjì) là Thủ tọa Giới Luật viện. Tuyệt kĩ: Nhất Phách Lưỡng tán chưởng.
- Huyền Khổ (tiếng Trung: 玄苦; bính âm: Xuánkǔ) là sư phụ của Tiêu Phong. Ông bị đánh trọng thương bởi Tiêu Viễn Sơn, người ngụy trang thành Tiêu Phong, và chết sau khi buộc tội Tiêu Phong là kẻ tấn công. Tuyệt kĩ: Nhiên Mộc Đao pháp, Vi Đà Chử.
- Huyền Độ là sư huynh của phương trượng nổi tiếng đức độ, được Hư Trúc rất yêu mến, tuyệt kĩ: Niêm Hoa Chỉ.
- Huyền Thống: Thủ tọa La hán Đường, sau gặp nạn viên tịch do trúng độc của Đinh Xuân Thu ở vùng Giang Nam.
- Huyền Trừng: được xem là 1 thân tuyệt kĩ, nhân tài học võ suốt mấy trăm năm của Thiếu Lâm, là người thông thạo nhiều nhất trong 72 tuyệt kĩ, thông thường mỗi vị chỉ đạt 5-6 môn nhưng nhà sư này tinh thông 13 tuyệt kĩ, do thiếu tu tâm dưỡng tính nên sau khi vị tăng quét rác tại Tàng Kinh Các khuyên nhủ nhiều lần không nghe, ông đã bị tàn phế do đứt kinh mạch... Tuy nhiên trong họa có phúc, từ đó ông chuyên tâm tu hành Phật pháp.
- Huyền Tiệm: phụng mệnh đốc thúc sao chép kinh tại Tàng Kinh các, người phát giác bọn Ba La Tinh, Triết La Tinh. Tuyệt kĩ: Long Trảo Công.
- Tuệ Luân (phồn thể: 慧輪; giản thể: 慧轮; bính âm: Huìlún) là sư phụ của Hư Trúc. Ông chết sau khi trúng độc của Đinh Xuân Thu.
- Tuệ Tịnh (phồn thể: 慧凈; giản thể: 慧净; bính âm: Huìjìng) là nhà sư bắt được "băng tằm" (冰蟬).
- Các Nhân vật khác: Thanh Tùng, Trì Giới tăng, Thủ Luật tăng, Chỉ Thanh, Chỉ Trầm, Chỉ Uyên.

## Cái Bang

### Bang chủ tiền nhiệm
- Uông Kiếm Thông (phồn thể: 汪劍通; giản thể: 汪剑通; bính âm: Wāng Jiàntōng), biệt hiệu "Kiếm Nhiêm", là bang chủ tiền nhiệm của Cái Bang trước Tiêu Phong. Ông có tham gia cuộc mai phục gia đình Tiêu Viễn Sơn tại Nhạn Môn quan. Ông giữ một lá thư của "Đại Đầu đại ca" có chứa thông tin chi tiết về nguồn gốc của Tiêu Phong và đóng dấu gửi nó cho Mã Đại Nguyên trước khi qua đời. Ông cũng đưa ra hướng dẫn là lá thư đó chỉ có thể được mở ra trong sự hiện diện của các trưởng lão của Cái Bang nếu ông chết trong những hoàn cảnh đáng ngờ. Ông qua đời trước khi các sự kiện của tiểu thuyết diễn ra.

### Phó Bang chủ
- Mã Đại Nguyên (phồn thể: 馬大元; giản thể: 马大元; bính âm: Mǎ Dàyuán) là phó bang chủ của Cái Bang. Một người chân chính và khiêm tốn, ông rất được các đệ tử tôn trọng. Ông giữ lá thư bí mật có chứa thông tin chi tiết về nguồn gốc của Tiêu Phong nhưng chưa bao giờ mở nó ra. Người vợ Khang Mẫn của Mã Đại Nguyên quyến rũ và buộc Bạch Thế Kính giết ông. Tuyệt kỹ: Tỏa Hầu Công.

### Trưởng Lão truyền công, chấp pháp
- Từ Xung Tiêu (tiếng Trung: 徐沖霄; bính âm: Xú Chōngxiāo) là sư bá của tiền nhiệm bang chủ Uông Kiếm Thông, 86 tuổi, là một trưởng lão đã nghỉ hưu của Cái Bang xuất hiện tại cuộc họp trong rừng để khẳng định nội dung của lá thư về nguồn gốc của Tiêu Phong là thật. Ông bị ám sát bởi một kẻ tấn công đeo mặt nạ (sau này được tiết lộ là Tiêu Viễn Sơn) trước khi Tiêu Phong có thể kịp hỏi về danh tính thực sự của "Đại đầu đại ca". Tiêu Phong bị buộc tội là hung thủ cho đến khi anh được minh oan ở Thiếu Lâm. Từ trưởng lão là một trong số ít các tiền bối võ lâm cùng thời với: Linh Môn phương trượng Thiếu Lâm, Khô Vinh đại sư chùa thiên Long - Đại Lý, Vô nhai tử, Lý Thu Thủy, Thiên sơn đồng lão.
- Bạch Thế Kính (phồn thể: 白世鏡; giản thể: 白世镜; bính âm: Bái Shìjìng) là trưởng lão chịu trách nhiệm duy trì kỷ luật trong bang. Ông bị Khang Mẫn quyến rũ và bị xúi giục giết Mã Đại Nguyên. Ông bị Tiêu Viễn Sơn giết.
- Ngô Trường Phong (phồn thể: 吳長風; giản thể: 吴长风; bính âm: Wú Chángfēng), Trần Cô Nhạn (phồn thể: 陳孤雁; giản thể: 陈孤雁; bính âm: Chén Gūyàn), Hề Sơn Hà (tiếng Trung: 奚山河; bính âm: Xī Shānhé) và Tống Trưởng Lão (tên thật: Tống Thanh Khê, phồn thể: 宋長老; giản thể: 宋长老; bính âm: Sòng Zhánglǎo) là bốn trưởng lão cấp cao của Cái Bang. Họ bị Toàn Quán Thanh xúi giục nổi loạn chống lại Tiêu Phong để lật đổ anh khỏi vị trí bang chủ. Kế hoạch của họ không thành công nhưng Tiêu Phong ân xá họ dựa trên các đóng góp trong quá khứ của họ cho Cái Bang. Hề Sơn Hà bị giết bởi Tiêu Phong tại Tụ Hiền trang sau khi anh kết thúc tình bạn của họ.

### Đà Chủ
- Toàn Quán Thanh (tiếng Trung: 全冠清; bính âm: Quán Guànqīng), biệt hiệu "Thập Phương Tú Tài", là một thủ lĩnh nhỏ nhưng xảo trá của Cái Bang. Ông ta bị quyến rũ bởi Khang Mẫn và được bà ta xúi giục kích động một cuộc nổi loạn chống lại Tiêu Phong. Sau đó, ông ta gặp Trang Tụ Hiền (Du Thản Chi) và thao túng để hắn trở thành bang chủ của Cái Bang. Thản Chi thực sự chỉ là một con rối hành động theo sự hướng dẫn của Quán Thanh. Quán Thanh cố gắng bỏ trốn sau trận chiến ở Thiếu Lâm, nhưng bị các trưởng lão của Cái Bang bắt kịp và xử tử.

## Tiêu Dao phái và những người có liên quan

### Phái Tinh Tú
Do Đinh Xuân Thu sáng lập.

## Thổ Phồn
- Cưu Ma Trí (phồn thể: 鳩摩智; giản thể: 鸠摩智; bính âm: Jīumózhì) biệt hiệu Đại Luân Minh Vương, là Quốc Sư, cố vấn hoàng gia nước Thổ Phồn, một hòa thượng có uy tín của Đại Luân Tự (大輪寺) và là bằng hữu của Mộ Dung Bác. Ông được Mộ Dung Bác, sau khi đã lén lấy đi và học các bí kíp trong chùa Thiếu Lâm, truyền lại cho. Ông rất thành thạo cả về Phật giáo lẫn võ thuật, nhưng lại không theo quy tắc ứng xử của Phật giáo, trong đó bao gồm nỗi ám ảnh là trở thành võ sĩ mạnh mẽ nhất trong giang hồ. Ông cố gắng để có được "Lục mạch thần kiếm" từ chùa Thiên Long, nhưng cuốn sách bị phá hủy. Khi ông biết Đoàn Dự thuộc lòng cuốn sách, ông đã bắt cóc anh và cố gắng buộc Đoàn Dự viết lại nó cho mình, nhưng Đoàn Dự trốn thoát với sự giúp đỡ của A Châu và A Bích. Cuối truyện, ông bị tẩu hỏa nhập ma vì cưỡng cầu luyện Dịch Cân Kinh sau khi luyện các tuyệt kỹ của Thiếu Lâm tự, nhưng lại may mắn thoát chết khi bị Đoàn Dự hút hết nội công. Ông trở nên biết ơn Đoàn Dự mặc dù mất hết tất cả mọi thứ ông đã học được trong nhiều năm và ăn năn sau khi nhìn thấy ảo tưởng của mình đã khiến ông đi lạc khỏi con đường của Phật pháp. Tuyệt Kĩ: Hỏa Diệm Đao, 72 tuyệt kĩ Thiếu lâm (tuy chỉ là hình thức bề ngoài), Tiểu Vô Tướng Công phái Tiêu Dao.
- Hoàng Tử Thổ phồn
- Ba La Tinh, Triết La Tinh: sư đệ của Cưu Ma trí, tới Thiếu Lâm sao chép kinh văn nhưng lén sao chép võ công nên bị bắt giữ, sau được thả.

## Đại Liêu
- Tiêu Viễn Sơn (phồn thể: 蕭遠山; giản thể: 萧远山; bính âm: Xiāo Yuǎnshān) là cha của Tiêu Phong, người trong dòng tộc Tiêu Thái hậu nhà Liêu, học võ công từ 1 người Hán. 30 năm về trước, ông và gia đình bị tấn công bởi một nhóm các kẻ tấn công đeo mặt nạ tại Nhạn Môn quan và vợ ông bị giết. Ông cố gắng tự tử bằng cách nhảy ra khỏi vách đá nhưng sống sót. Ông bèn lẩn trốn trong thư viện của Thiếu Lâm trong khi bí mật điều tra hung thủ thực sự gây thảm án Nhạn Môn Quan. Ông được soi sáng bởi Nhà sư quét lá, người cho ông ngủ và xóa tâm trí của mình khỏi những suy nghĩ trả thù. Ông cảm thấy biết ơn và quyết định trở thành đệ tử của nhà sư.
- Gia Luật Hồng Cơ (Liêu Đạo Tông) (tiếng Trung: 耶律洪基; bính âm: Yēlǜ Hóngjī) là nhà cai trị đầy tham vọng của Đại Liêu. Ông từng chỉ huy một cuộc đột kích vào tộc Nữ Chân nhưng bị đánh bại và bắt giữ bởi Tiêu Phong. Tiêu Phong tha mạng cho ông và họ trở thành anh em kết nghĩa. Tiêu Phong sau đó giúp ông đàn áp một cuộc nổi loạn và ông ban thưởng cho Tiêu Phong bằng cách phong cho anh làm Nam viện Đại vương. Gần cuối bộ tiểu thuyết, ông ra lệnh cho Tiêu Phong lãnh quân tấn công nhà Tống, nhưng Tiêu Phong từ chối nên bị cầm tù. Trong chương cuối cùng, ông bị bắt làm con tin bởi Tiêu Phong, người buộc ông phải thề rằng ông sẽ không cho phép bất cứ người lính Liêu nào vượt qua biên giới và tấn công nhà Tống chừng nào ông còn sống.
- Gia Luật Niết Lỗ Cổ (phồn thể: 耶律涅魯古; giản thể: 耶律涅鲁古; bính âm: Yēlǜ Nièlúgǔ) là con của Gia Luật Trọng Nguyên và là "Nam Viện Đại Vương" (南院大王) của nước Liêu. Ông nổi loạn chống lại Gia Luật Hồng Cơ để giúp cha mình giành lấy ngai vàng, nhưng bị đánh bại và bị giết bởi Tiêu Phong. Liêu Đạo Tông sau đó ban lại danh hiệu Nam Viện Đại Vương cho Tiêu Phong.
- Gia Luật Trọng Nguyên (tiếng Trung: 耶律重元; bính âm: Yēlǜ Chóngyuán) là một người chú của Gia Luật Hồng Cơ và chỉ huy quân đội nước Liêu. Ông được kích động bởi con trai là Gia Luật Niết Cổ Lỗ để nổi loạn chống lại Gia Luật Hồng Cơ nhưng cuộc nổi dậy bị đàn áp và ông tự tử.
- Mục Quý Phi (phồn thể: 穆貴妃; giản thể: 穆贵妃; bính âm: Mù Guìfēi) là vợ lẽ được yêu thích của Gia Luật Hồng Cơ. Cô lừa A Tử cho Tiêu Phong uống "bùa yêu", thực ra là một loại thuốc sẽ khiến Tiêu Phong trở nên tạm thời suy yếu.

## Tây Hạ
- Công chúa Ngân Xuyên (phồn thể: 銀川公主; giản thể: 银川公主; bính âm: Yínchuān Gōngzhǔ) là công chúa Tây Hạ kết hôn với Hư Trúc. Tên cô là Lý Thanh Lộ (tiếng Trung: 李清露; bính âm: Lǐ Qīnglù) trong phiên bản mới nhất của tiểu thuyết. Cô bị bắt cóc bởi Thiên Sơn Đồng Lão và phải quan hệ tình dục với Hư Trúc mỗi đêm, như là một phần trong nỗ lực của Thiên Sơn Đồng Lão để cám dỗ Hư Trúc phá vỡ quy tắc ứng xử của Phật gia. Cô chưa bao giờ nhìn thấy rõ Hư Trúc, chỉ biết anh là "người tình trong mộng" của mình và gọi anh là Mộng lang. Sau đó, cô yêu cầu cha cô phát thiệp mời các nhân sĩ võ lâm đến tham dự một cuộc thi cầu hôn, trong khi bí mật hy vọng rằng "người tình trong mộng" của cô sẽ xuất hiện. Hư Trúc tham gia cuộc thi và cô nhận ra anh khi anh trả lời chính xác câu hỏi của cô.
- Hách Liên Thiết Thụ (phồn thể: 赫連鐵樹; giản thể: 赫连铁树; bính âm: Hèlián Tiěshù) là "Chinh Đông Tướng Quân" (徵東將軍) của Tây Hạ. Ông cũng là người phụ trách của Nhất Phẩm Đường (一品堂), một tổ chức thành lập ở Tây Hạ để tuyển dụng nhân sĩ võ lâm làm lính đánh thuê.

## Tộc Nữ Chân
- Hoàn Nhan A Cốt Đả (phồn thể: 完顏阿骨打; giản thể: 完颜阿骨打; bính âm: Wányán Āgúdǎ) là con trưởng của Hặc Lý Bát. Ông tình cờ gặp Tiêu Phong và ấn tượng với kỹ năng của Tiêu Phong nên mời anh đến sống cùng với mình.
- Hòa Lý Bố (tiếng Trung: 和哩布; bính âm: Hélǐbù) là một tướng cao cấp trong tộc Nữ chân...

## Người của 36 Động chủ, 72 Đảo chủ
- Vô Lượng Kiếm phái (無量劍派) nằm trên núi Vô Lượng (無量山) ở Vương quốc Đại Lý. Họ bị buộc phải phục tùng Thiên Sơn Đồng Lão. Các thành viên của nó bao gồm:
  - Tả Tử Mục (tiếng Trung: 左子穆; bính âm: Zuó Zǐmù) là chưởng môn Đông tông phái Vô Lượng.
  - Tân Song Thanh (phồn thể: 辛雙清; giản thể: 辛双清; bính âm: Xīn Shuāngqīng) là chưởng môn Tây tông phái Vô Lượng.
- Thủ lĩnh của 36 động và 72 đảo (三十六洞洞主、七十二島島主) là một nhóm các nhân sĩ võ lâm bị buộc phải phục tùng Thiên Sơn Đồng Lão. Họ bị bà đối xử khắc nghiệt nên đã nổi dậy chống lại. Một số các thủ lĩnh là:
  - Tang Thổ Công (tiếng Trung: 桑土公; bính âm: Sāngtǔgōng)
  - Huyền Hoàng Tử (phồn thể: 玄黃子; giản thể: 玄黄子; bính âm: Xuánhuángzǐ0)
  - Chương Đạt Phu (phồn thể: 章達夫; giản thể: 章达夫; bính âm: Zhāng Dáfū0)
  - Đoan Mộc Nguyên (tiếng Trung: 端木元; bính âm: Duānmù Yuán)
  - Lê Phu Nhân (tiếng Trung: 黎夫人; bính âm: Lý Fūrén)
  - Ô Lão Đại (phồn thể: 烏老大; giản thể: 乌老大; bính âm: Wū Lǎodà)
  - Bất Bình Đạo Nhân (tiếng Trung: 不平道人; bính âm: Bùpíng Dàorén)
  - Thôi Lục Hoa (phồn thể: 崔綠華; giản thể: 崔绿华; bính âm: Cuī Lǜhuá)
  - Trác Bất Phàm (tiếng Trung: 卓不凡; bính âm: Zhuó Bùfán) là một kiếm sĩ cực kỳ mạnh mẽ, người đã gia nhập 36 động và 72 đảo trong cuộc nổi loạn của họ chống lại Thiên Sơn Đồng Lão.

## Khác
- Du Thản Chi (tiếng Trung: 游坦之; bính âm: Yóu Tǎnzhī) là người kế thừa của Tụ Hiền Trang (聚賢莊; Ju Xian Zhuang), vốn thuộc quyền sở hữu của cha hắn là Du Ký và chú là Du Câu.

- Du Ký (tiếng Trung: 游骥; bính âm: Yóu Jì) và Du Câu (phồn thể: 游駒; giản thể: 游驹; bính âm: Yóu Jū) - Du Thị Song hùng là hai anh em sở hữu Tụ Hiền Trang. Cùng với thần y Tiết Mộ Hoa, họ tổ chức một cuộc họp tại sơn trang để thảo luận về kế hoạch đối phó với Tiêu Phong, người được cho là chịu trách nhiệm cho một loạt các vụ giết người. Tiêu Phong xuất hiện tại sơn trang để nhờ Tiết Mộ Hoa chữa thương cho A Châu. Các nhân sĩ võ lâm đối đầu với Tiêu Phong và tình hình leo thang thành một cuộc chiến đẫm máu sau khi Tiêu Phong chúc rượu để chấm dứt mối quan hệ với nhiều bạn bè và người quen cũ của anh. Hai anh em họ Du bị Tiêu Phong đánh bại và vũ khí của họ (cũng là vật gia truyền của gia đình) bị gãy. Họ tự tử vì xấu hổ, khiến Du Thản Chi trở nên bị tổn thương và kể từ đó mang ác cảm với Tiêu Phong.
- Đơn Chính (phồn thể: 單正; giản thể: 单正; bính âm: Shàn Zhèng), biệt hiệu "Thiết Mạo Phán Quan" là một võ sĩ có uy tín từ núi Thái Sơn. Ông có mặt tại hội nghị Cái Bang trong rừng mơ và là một trong số ít người biết được danh tính thật của "Đại Đầu đại ca". Ông và gia đình chết trong một vụ cháy gây ra bởi Tiêu Viễn Sơn. Tiêu Phong bị đổ lỗi cho cái chết của họ cho đến khi sự thật được tiết lộ.
- Đàm Công (phồn thể: 譚公; giản thể: 谭公; bính âm: Tán Gōng) và Đàm Bà (phồn thể: 譚婆; giản thể: 谭婆; bính âm: Tán Pó) là một đôi vợ chồng già đến từ Xung Tiêu Động (冲霄洞) trong Thái Hành Sơn. Họ có mặt tại hội nghị Cái Bang trong rừng và là một trong số ít người biết được danh tính thật của "Đại Đầu đại ca". Đàm Bà bị giết bởi Tiêu Viễn Sơn trong khi Đàm Công tự tử theo. Tiêu Phong bị đổ lỗi cho cái chết của họ cho đến khi sự thật được tiết lộ.
- Triệu Tiền Tôn (phồn thể: 趙錢孫; giản thể: 赵钱孙; bính âm: Zhào Qiánsūn) là một võ sĩ hèn nhát đã tham gia cuộc tấn công vào gia đình Tiêu Viễn Sơn. Ông có tình ý với Đàm Bà từ những ngày họ còn trẻ và tiếp tục gặp bà sau lưng chồng để hồi tưởng lại thời gian tốt đẹp cũ. Ông bị giết bởi Tiêu Viễn Sơn, và Tiêu Phong bị coi là kẻ sát nhân cho đến khi sự thật được tiết lộ. Ba chữ Trung Quốc tạo nên tên của ông tình cờ lại là ba họ đầu tiên trong Bách gia tính.
- Trí Quang Đại Sư (phồn thể: 智光大師; giản thể: 智光大师; bính âm: Zhìguāng Dàshī) là một nhà sư có uy tín từ núi Thiên Thai đã tham gia cuộc tấn công vào gia đình Tiêu Viễn Sơn. Một lần đi hái thuốc cho dân ông bị thương và mất hết võ công. Ông có mặt tại hội nghị Cái Bang trong rừng. Ông tự tử sau khi từ chối tiết lộ với Tiêu Phong danh tính của "Đại Đầu đại ca".
- Kiều Tam Hòe (phồn thể: 喬三槐; giản thể: 乔三槐; bính âm: Qiáo Sānhuái) là cha nuôi của Tiêu Phong. Gia đình sống ở núi Thiếu Thất gần Thiếu Lâm. Ông và vợ bị giết bởi Tiêu Viễn Sơn vì đã không nói cho con trai nuôi về huyết thống thực sự của anh. Tiêu Phong bị đổ lỗi cho cái chết của họ cho đến khi sự thật được tiết lộ.
- Thần Sơn Thượng Nhân chùa Thanh Lương, Ngũ Giới Đài, luôn ganh ghét vị thế của Thiếu Lâm, võ công của ông còn trội hơn Huyền Từ Phương trượng Thiếu lâm.
- Mã Ngũ Đức người dẫn Đoàn Dự lên xem tỉ võ trên núi Vô Lượng.
- Thần Âm đại sư, Quán Tâm đại sư, Giác Thanh đại sư, Dung Trí đại sư,...